# Атински олимпијски тениски центар
Атински олимпијски тениски центар је тениски центар у Атинском олимпијском спортском комплексу који се налази у Марусију, предграђу Атине (Грчка). У оквиру центра 16 тениских терена. Централни терен, накван Главни терен има капацитет 8.600 места, иако је за време Олимпијских игара било дозвољено 6.000 места. Сви тениски терени имају Декотурф подлоге, исте као и на Отвореном првенству САД. Главни терен је превелик по стандардима великих тениских такмичења и има седишта која су релативно далеко од тениског терена.

## Историја
Олимпијски тениски центар је био домаћин тениских мечева на Летњим олимпијским играма 2004.. Изграђен је у фебруару 2004, а отворен 2. авгута исте године.
Грчки кошаркашки клуб АЕК је 2017. планирао да преузме Стадион Главног терена и трансформише га у матичну кошаркашку дворану са спектакуларним капацитетом од 9.500-10.000 места.